# Цежпенти (Піський повіт)
Цежпенти (пол. Cierzpięty, нім. Seehöhe) — село в Польщі, у гміні Ожиш Піського повіту Вармінсько-Мазурського воєводства.
Населення — 200 осіб (2011).

## Демографія
Демографічна структура станом на 31 березня 2011 року:
|          | Загалом | Допрацездатний вік | Працездатний вік | Постпрацездатний вік |
| -------- | ------- | ------------------ | ---------------- | -------------------- |
| Чоловіки | 100     | 18                 | 74               | 8                    |
| Жінки    | 100     | 28                 | 54               | 18                   |
| Разом    | 200     | 46                 | 128              | 26                   |